# Podosphaeraster toyoshiomaruae
Podosphaeraster toyoshiomaruae är en sjöstjärneart som beskrevs av Fujita och Ross Robert Mackerras Rowe 2002. Podosphaeraster toyoshiomaruae ingår i släktet Podosphaeraster och familjen Podosphaerasteridae. Inga underarter finns listade i Catalogue of Life.